# چاه نوک بندک قنبرزهی
چاه نوک بندک قنبرزهی روستایی در دهستان چشمه زیارت بخش مرکزی شهرستان زاهدان استان سیستان و بلوچستان ایران است.

## جمعیت
بر پایه سرشماری عمومی نفوس و مسکن در سال ۱۳۹۵ جمعیت این روستا ۳۰ نفر (۶خانوار) بوده‌است.